# 밴 플리트상
제임스 밴 플리트상(영어: James A. Van Fleet Award)은 1957년 코리아 소사이어티를 창립한 미국 육군 장군인 제임스 밴 플리트(1892∼1992)를 기리는 상으로 1992년부터 코리아 소사이어티에서 대한민국과 미국의 관계에 크게 기여한 인물에게 수여한다.

## 제임스 앨워드 밴 플리트
제임스 밴 플리트는 제2차 세계 대전과 6.25 전쟁 당시 미국 육군에서 활약한 미국 육군사관학교 출신의 장군이다. 한국 전쟁 당시 공군 파일럿이었던 아들을 잃기도 한 밴 플리트는 미국 제8군 사령관으로서 한미재단을 설립하고, 직접 대한민국 육군사관학교의 건물을 신축했다. 한국전쟁 중 대장으로 전역한 후에도 장군은 전 미국을 돌면서 전쟁으로 피폐해진 대한민국의 전쟁고아를 돕기 위한 모금활동 연설에 나서는 등 한국을 돕기 위해 그 어느 한국전 참전 장군들보다 많은 일을 하였다. 1953년 외국인으로는 최초로 건국훈장 대한민국장 수훈자가 되었다.

## 역대 수상자[1]
- 1992년: 에이버리 매코넬 미국 대위
- 1993년: 수상자 없음
- 1994년: 수상자 없음
- 1995년: 김철수 세계무역기구 사무처장
- 1996년: 제임스 레이니 대한민국 주재 미국 대사
- 1997년: 구평회 한국무역협회 회장
- 1998년: 최종현 SK그룹 회장, 김종훈 루슨트 테크놀로지 사장
- 1999년: 윌리엄 페리 전 미국 국방부 장관
- 2000년: 지미 카터 제 39대 미국 대통령
- 2001년: 김경원 전 미국 주재 대한민국 대사
- 2002년: 호레이스 언더우드 4세 (원한광) 연세대학교 교수
- 2003년: 레이먼드 데이비스 미국 해병대 예비역 대장
- 2004년: 반기문 외교통상부 장관
- 2005년: 조지 H. W. 부시 제 41대 미국 대통령
- 2006년: 이건희 삼성그룹 회장
- 2007년: 김대중 제 15대 대한민국 대통령
- 2008년: 돈 오버도퍼 존스 홉킨스 대학교 국제관계학 대학원 교수, 미국 평화 봉사단
- 2009년: 정몽구 현대·기아자동차그룹 회장 헨리 키신저 전 미 국무장관
- 2010년: 콜린 파월 전 미국 국무부 장관, 백선엽 전 육군 대장
- 2011년: 한미재계회의
- 2012년: 한덕수 전 국무총리, 로버트 벤모시 전 AIG 회장, 이수만 SM엔터테인먼트 회장
- 2013년: 안호영 전 주미 대사, 성 킴 전 주한 미국 대사
- 2014년: 메릴린 휴슨 록히드 마틴 CEO, 박용만 두산인프라코어 회장
- 2015년: 김호연(빙그레 회장)[2]
- 2016년: 권오준 포스코 회장
- 2017년: 조지 W. 부시 제 43대 미국 대통령, 최태원 SK그룹 회장
- 2018년: 손경식 CJ그룹 회장
- 2019년: 보잉(미국 항공기 제조사), 조양호(1949. 3.~2019. 4., 한진 회장)[3][4]
- 2020년[A]: 미국의 한국전쟁 참전용사, 대한상공회의소, 방탄소년단(BTS)[6][7]
- 2021년: LG그룹, GM(제너럴 모터스)[B]
- 2022년: 풍산 그룹, 전략국제문제연구소(CSIS)[10][11]
- 2023년: 한국무역협회(KITA), 미국 조지아주[C]
- 2024년: 윤윤수(휠라홀딩스 회장), 박세리(골프선수, 박세리희망재단 이사장)[14][15]